# آقارخ
آقارخ (به لاتین: Ağarx) یک منطقه مسکونی در جمهوری آذربایجان است که در شهرستان آق‌سو واقع شده است. آقارخ ۹۹۷ نفر جمعیت دارد.